# Heckeldora
Heckeldora es  un género botánico de árboles con 11 especies descritas y de estas, solo 2 aceptadas, pertenecientes a la familia Meliaceae. 

## Taxonomía
El género fue descrito por Jean Baptiste Louis Pierre y publicado en Bulletin Mensuel de la Société Linnéenne de Paris 2: 1286. 1897. La especie tipo no ha sido designada.

## Especies aceptadas
A continuación se brinda un listado de las especies del género Heckeldora aceptadas hasta enero de 2013, ordenadas alfabéticamente. Para cada una se indica el nombre binomial seguido del autor, abreviado según las convenciones y usos.
- Heckeldora staudtii (Harms) Staner
- Heckeldora zenkeri (Harms) Staner